# Congres (Colombia)
Het Congres van de Republiek Colombia (Spaans: Congreso de la República de Colombia) is de wetgevende vergadering van Colombia. Het Congres bestaat uit twee kamers:
- Het hogerhuis, de Senaat van de Republiek Colombia (Senado de la República de Colombia), bestaande uit 102 senators (Senadores). Honderd senatoren worden rechtstreeks gekozen, de overige twee worden, via een speciale lijst, gekozen door de inheemse bevolking van Colombia;
- Het lagerhuis, de Kamer van Afgevaardigden (Cámara de Representantes de Colombia), bestaande uit 166 afgevaardigden (Representantes). Honderdeenenzestig afgevaardigden worden gekozen via een districtenstelsel (ieder departement van Colombia is een kiesdistrict en er worden 2 afgevaardigden per kiesdistrict gekozen). Eén afgevaardigde wordt gekozen door de oorspronkelijke bevolking, twee door Afro-Colombianen, één door een andere minderheid en één door Colombianen wonende in het buitenland.

Om in de Senaat te worden gekozen moet men Colombiaan van geboorte zijn en ten ministe 30 jaar oud zijn. Om in de Kamer van Afgevaardigden te worden gekozen moet men ten minste 25 jaar oud zijn, voorts geldt ook het criterium om Colombiaan van geboorte te zijn.

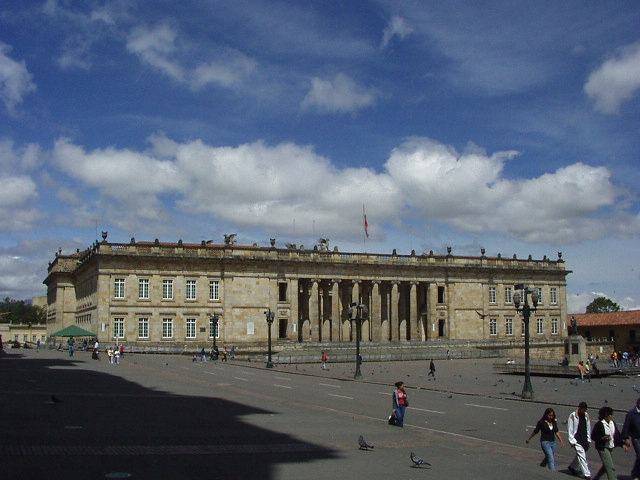
Capitolio Nacional

Het Congres zetelt in het neoklassieke Capitolio Nacional aan de Plaza de Bolívar te Bogotá, waarvan de bouw begon in 1847 en werd voltooid in 1926.